# Zembin
Zembin är en agropolis i Belarus. Den ligger i voblasten Minsks voblast, i den centrala delen av landet, 70 km nordost om huvudstaden Minsk. Zembin ligger 181 meter över havet och antalet invånare är 1 049.

## Natur
Terrängen runt Zembin är platt, och sluttar österut. Trakten är glest befolkad. Zembin är det största samhället i trakten.